# Hilfen zur Gesundheit
Die Hilfen zur Gesundheit sind eine Sozialleistung nach dem SGB XII. Sie soll Bedürftigen, die nicht krankenversichert sind, einen Zugang zu Leistungen der Gesundheitsfürsorge ermöglichen.

## Anspruchsberechtigte
Der Kreis der Anspruchsberechtigten für die Hilfen zur Gesundheit ist sehr beschränkt, da seit 2004 über § 264 SGB V eine Möglichkeit besteht, Leistungsbezieher nach dem SGB XII, die nicht krankenversichert sind, bei einer Krankenkasse anzumelden, sodass diese Gesundheitsleistungen wie reguläre Mitglieder der gesetzlichen Krankenversicherung erhalten. Nur wenn diese Möglichkeit nicht besteht und auch eine freiwillige Krankenversicherung nach § 32 SGB XII ausgeschlossen ist, kommen die Hilfen zur Gesundheit in Betracht. Dies ist etwa dann der Fall, wenn Leistungen zur Sicherung des Lebensunterhalts für einen kürzeren Zeitraum als einen Monat bezogen werden sollen. Im Jahr 2022 erhielten in Deutschland 12.455 Personen Hilfen zur Gesundheit.

## Leistungen
Zu den Leistungen im Rahmen der Hilfen zur Gesundheit gehören:
- die vorbeugende Gesundheitshilfe (§ 47 SGB XII)
- die Hilfe bei Krankheit (§ 48 SGB XII)
- die Hilfe zur Familienplanung (§ 49 SGB XII)
- die Hilfe bei Schwangerschaft und Mutterschaft (§ 50 SGB XII)
- die Hilfe bei Sterilisation (§ 51 SGB XII)

Der Umfang der Leistungen entspricht dem Leistungskatalog der gesetzlichen Krankenkassen (§ 52 Abs. 1 SGB XII).